# 李茂元 (弘治進士)
李茂元（1475年—？），字本貞，河南開封府祥符縣民籍，明朝政治人物。

## 生平
河南鄉試第二十□名舉人。弘治十八年（1505年）中式乙丑科會試第二百八十二名，三甲第五十三名進士。历官江西撫州府知府，嘉靖四年（1526年）三月升山西按察司副使，因被御史陈褒弹劾，六月乞致仕。

## 家族
曾祖李□□；祖父李□；父李□，母高氏。具庆下。